# Victor Danckwerts
Victor Hilary Danckwerts (* 11. Januar 1899 in London; † 1. März 1944 in Neuseeland) war ein britischer Admiral.

## Leben und Tätigkeit
Danckwerts war der zweite von drei Söhnen des Rechtsanwaltes William Otto Adolph Julius Danckwerts und seiner Frau Caroline Marion, geb. Lowther. 1904 trat er in die Royal Navy ein, um seine Militärausbildung am Royal Naval College in Dartmouth zu beginnen. Im März 1909 trat er in den aktiven Marinedienst über. 1910 wurde er zum Leutnant befördert. 1914 nahm er an der Schlacht von Falkland teil. 1915 wurde er auf der Kent Zeuge der Versenkung der Dresden.
1923 wurde Danckwerts Instrukteur am Royal Naval College in Greenwich. Anschließend kommandierte er einen Zerstörer der Atlantikflotte und dann die HMS Caradoc. 1930 wurde Danckwerts zum Captain befördert.
Von 1932 bis 1938 amtierte Danckwerts als beigeordneter Direktor der Planungsabteilung der britischen Admiralität und dann von 1938 bis 1940 als Leiter der Planungsabteilung. 1935 war er am Abschluss des Deutsch-Britischen Flottenabkommens beteiligt. 1936 nahm er als Vertreter an der Londoner Marinekonferenz teil.
Ende der 1930er Jahre wurde Danckwerts von den Polizeiorganen des NS-Staates als wichtige Zielperson eingestuft. Im Frühjahr 1940 setzte das Reichssicherheitshauptamt in Berlin ihn dann auf die Sonderfahndungsliste G.B., ein Verzeichnis von Personen, die im Falle einer erfolgreichen deutschen Invasion Großbritanniens durch die Sonderkommandos der SS-Einsatzgruppen mit besonderer Priorität ausfindig gemacht und verhaftet werden sollten.
1940 bis 1942 nahm Danckwerts als Vertreter der britischen Marine in Washington an zahlreichen Stabsbesprechungen teil, die die Zusammenarbeit der Westalliierten während des Zweiten Weltkriegs zur See festlegten und organisierten. 1940 erfolgte die Beförderung zum Konteradmiral (Rear Admiral) und 1941 die des Vizeadmirals.
Danckwerts wurde 1943 zum stellvertretenden Oberbefehlshaber der britischen Asienflotte (Eastern Fleet) ernannt. Er erkrankte jedoch bald nach seinem Eintreffen in Neuseeland schwer und verstarb an den Folgen. Sein Körper wurde auf der See bestattet.

## Ehrungen
Heute erinnert die Gedenkplatte 81 in der 1. Spalte des Marinedenkmals in Portsmouth an Danckwerts.

## Familie
1915 heiratete Danckwerts Joyce Middleton, mit der er drei Söhne und zwei Töchter hatte. Sein Sohn Peter Danckwerts (1916–1985) erhielt 1985 das St. George Cross für die Leistung während der Luftschlacht über England innerhalb von 48 Stunden 16 von deutschen Bombern abgeworfene Fliegerminen zu entschärfen. Später brachte er es zum Professor und Fellow of the Royal Society.